# Phaethornis bourcieri
A Phaethornis bourcieri a madarak osztályának sarlósfecske-alakúak (Apodiformes)  rendjébe és a kolibrifélék (Trochilidae) családjába tartozó faj.

## Rendszerezése
A fajt René Primevère Lesson francia ornitológus írta le 1832-ben.

## Alfajai
- Phaethornis bourcieri bourcieri (Lesson, 1832)
- Phaethornis bourcieri major Hinkelmann, 1989[2]

## Előfordulása
Dél-Amerika északi részén, Brazília, Francia Guyana, Guyana, Kolumbia, Ecuador, Peru, Suriname és Venezuela területén honos.
Természetes élőhelyei a szubtrópusi vagy trópusi síkvidéki és hegyi esőerdők, mocsári erdők és cserjések, valamint ültetvények. Állandó, nem vonuló faj.

## Megjelenése
Testhossza 14 centiméter, testtömege 3,5-5 gramm.

## Életmódja
Nektárral és kisebb ízeltlábúakkal táplálkozik.

## Természetvédelmi helyzete
Az elterjedési területe rendkívül nagy, egyedszáma pedig stabil. A Természetvédelmi Világszövetség Vörös listáján nem fenyegetett fajként szerepel.